# Hervé Batoménila
Hervé Batoménila est un footballeur franco-gabonais né le 18 mai 1984 aux Pavillons-sous-Bois. Il évolue au poste de défenseur à l'AS Cherbourg. Il a joué 50 matches en Ligue 2 sous les couleurs de Dijon. En 2009, il est appelé en équipe du Gabon mais n'entre pas en jeu.

## Carrière
- 2003-2004 :  RC Strasbourg (Réserve - CFA)
- 2004-2006 :  Villemomble Sports (CFA)
- 2006-2007 :  Paris FC (Nat, 22 matchs)
- 2007-2008 :  Dijon FCO (L2, 18 matchs)
- 2008-2009 :  Dijon FCO (L2, 22 matchs)
- 2009-2010 :  Dijon FCO (L2, 10 matchs)
- 2011-2012 :  Paris FC (Nat, 4 matchs)
- 2013-2015 :  AS Cherbourg (CFA, 26 matchs ; DH)[1]
- 2016- :  Miami City